# 아침을 달린다
아침을 달린다는 MBC 표준FM에서 오전 5시 5분부터 오전 6시까지 방송하던 라디오 프로그램이다. 예전에는 시선집중(6 - 7시)이 아침을 달린다라는 명칭을 사용했었다.
2011년 MBC라디오 봄개편으로 폐지되었다.